# Gha’emszahr
Gha’emszahr (pers. قائم شهر, Qā’emshahr) – miasto w północnym Iranie, w ostanie Mazandaran, u północnego podnóża gór Elburs.
W 2011 roku miasto liczyło 196 050 mieszkańców. Gha’emszahr jest ośrodkiem handlowym oraz przemysłowym – występuje tu między innymi przemysł bawełniany, jutowy i drzewny.